# Lijst van grote Zuid-Afrikaanse steden
Dit is een lijst van grote Zuid-Afrikaanse steden. Van deze steden staat het inwonertal en de overkoepelende gemeente vermeld. Door Stats SA, het Zuid-Afrikaans nationaal instituut voor de statistiek, worden deze steden 'hoofdplaats' (main place)  genoemd.

## Steden met meer dan 500.000 inwoners
- Soweto 1.271.628, Stad Johannesburg
- Johannesburg 957.441, Stad Johannesburg
- Pretoria 741.651, Stad Tshwane
- Durban 595.061, eThekwini

## Steden met tussen 400.000 en 500.000 inwoners
- Tembisa 463.109, Oost-Rand
- Kaapstad 433.688, Stad Kaapstad
- Katlehong 407.294, Oost-Rand
- Umlazi 404.811, eThekwini
- Soshanguve 403.162, Stad Tshwane

## Steden met tussen 300.000 en 400.000 inwoners
- Khayelitsha 391.749, Stad Kaapstad
- Randburg 337.053, Stad Johannesburg
- Mamelodi 334.577, Stad Tshwane
- Roodepoort 326.416, Stad Johannesburg
- Port Elizabeth 312.392, Nelson Mandelabaai
- Mitchells Plain 310.485, Stad Kaapstad

## Steden met tussen 200.000 en 300.000 inwoners
- Oost-Londen 267.007, Buffalo City
- Boksburg 260.321, Oost-Rand
- Bloemfontein 256.185, Mangaung
- Germiston 255.863, Oost-Rand
- iBhayi 237.799, Nelson Mandelabaai
- Athlone 237.414, Stad Kaapstad
- Pietermaritzburg 223.448, Msunduzi
- Sandton 222.415, Stad Johannesburg
- Sebokeng 218.515, Emfuleni
- Mangaung, township 209.262, Mangaung
- Philippi 200.603, Stad Kaapstad